# Na Obůrce
Na Obůrce je přírodní památka poblíž města Třemošnice v okrese Chrudim. Oblast spravuje Agentura ochrany přírody a krajiny ČR – RP Východní Čechy. Předmětem ochrany je zachování prameniště a pozemku se společenstvy sveřepcových luk s výskytem ohrožených druhů rostlin a živočichů zejména vzácného plže praménky rakouské (Bythinella austriaca) a trličníku brvitého (Gentianopsis ciliata).

## Další fotografie

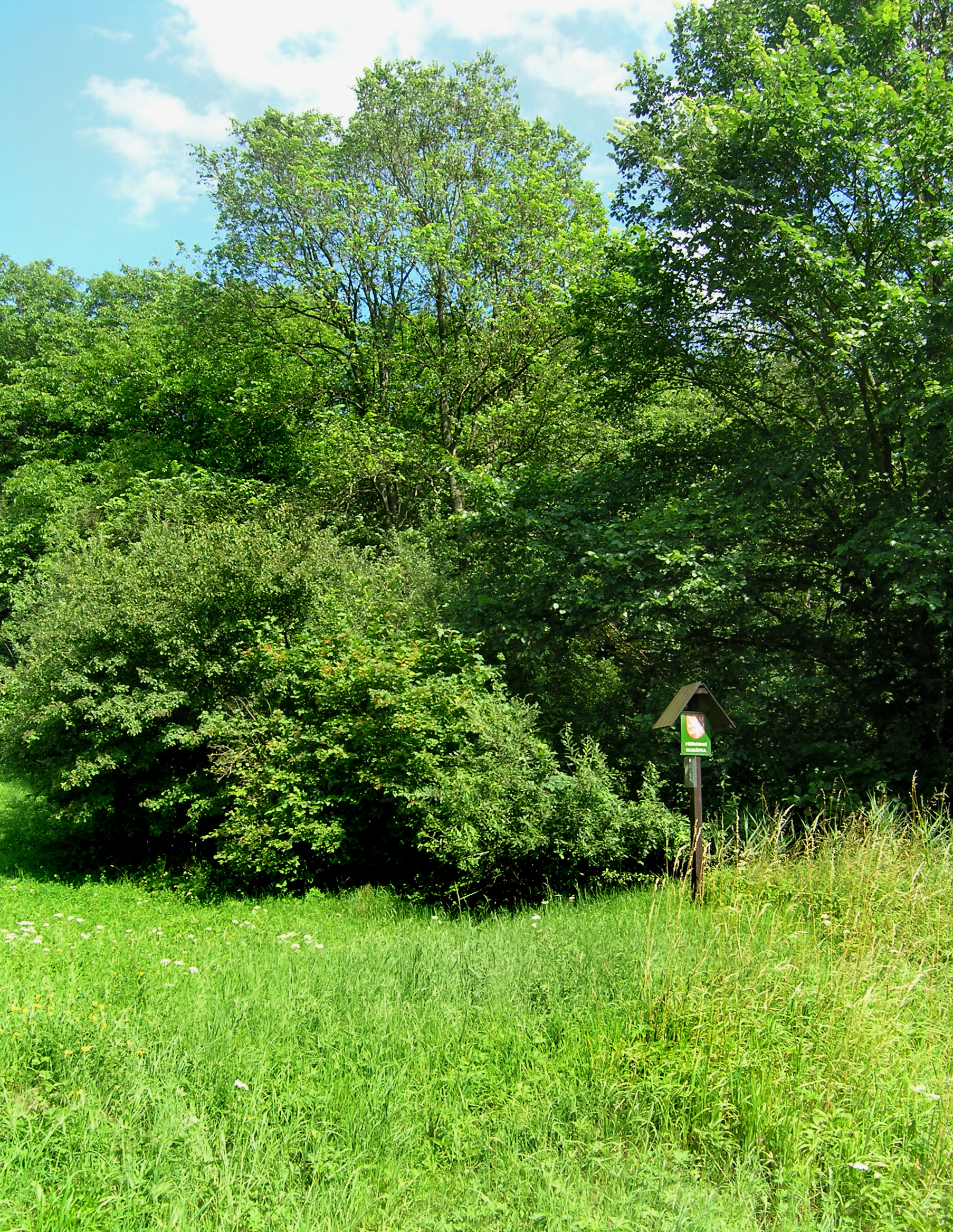
Přírodní památka Na Obůrce
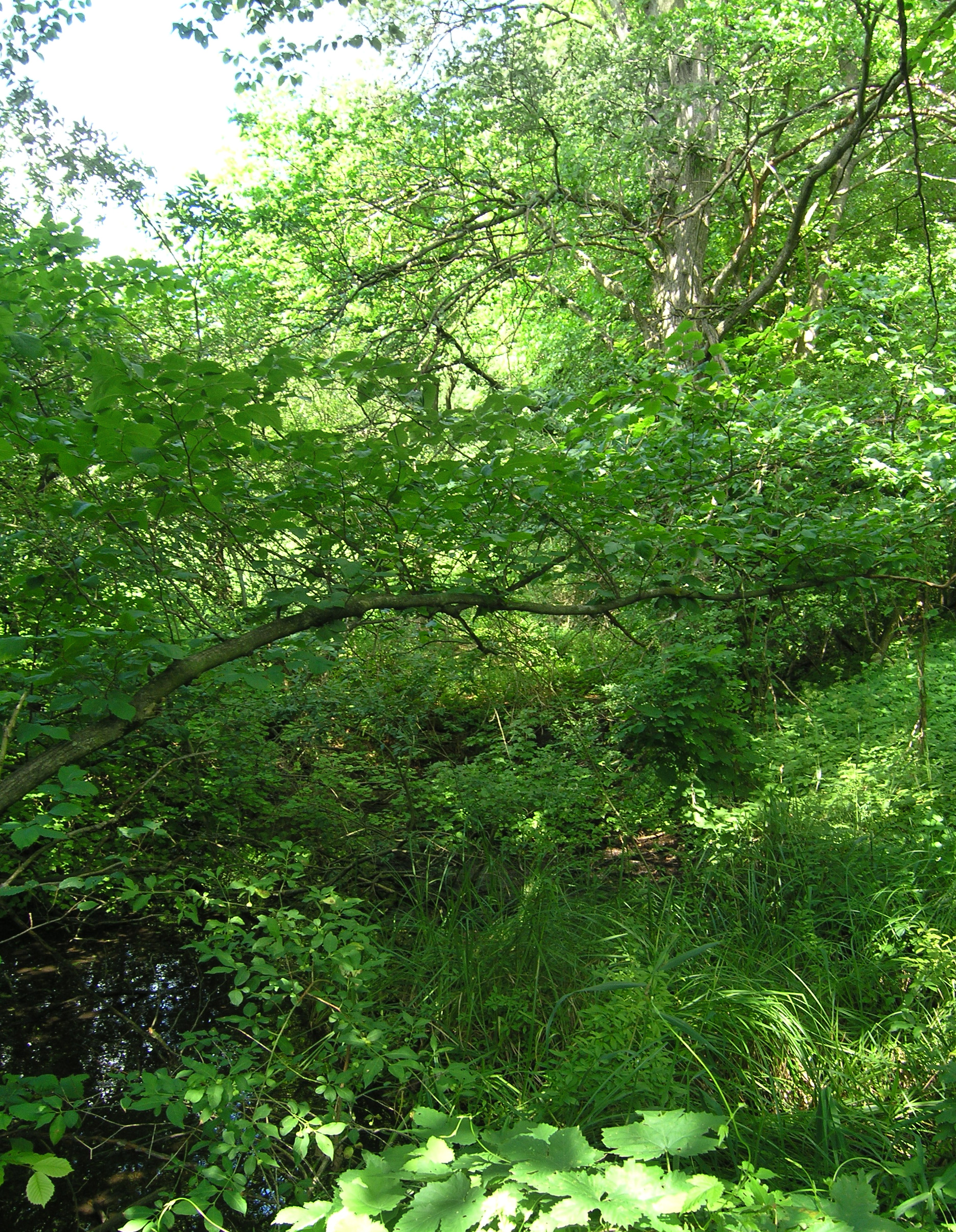
Přírodní památka Na Obůrce
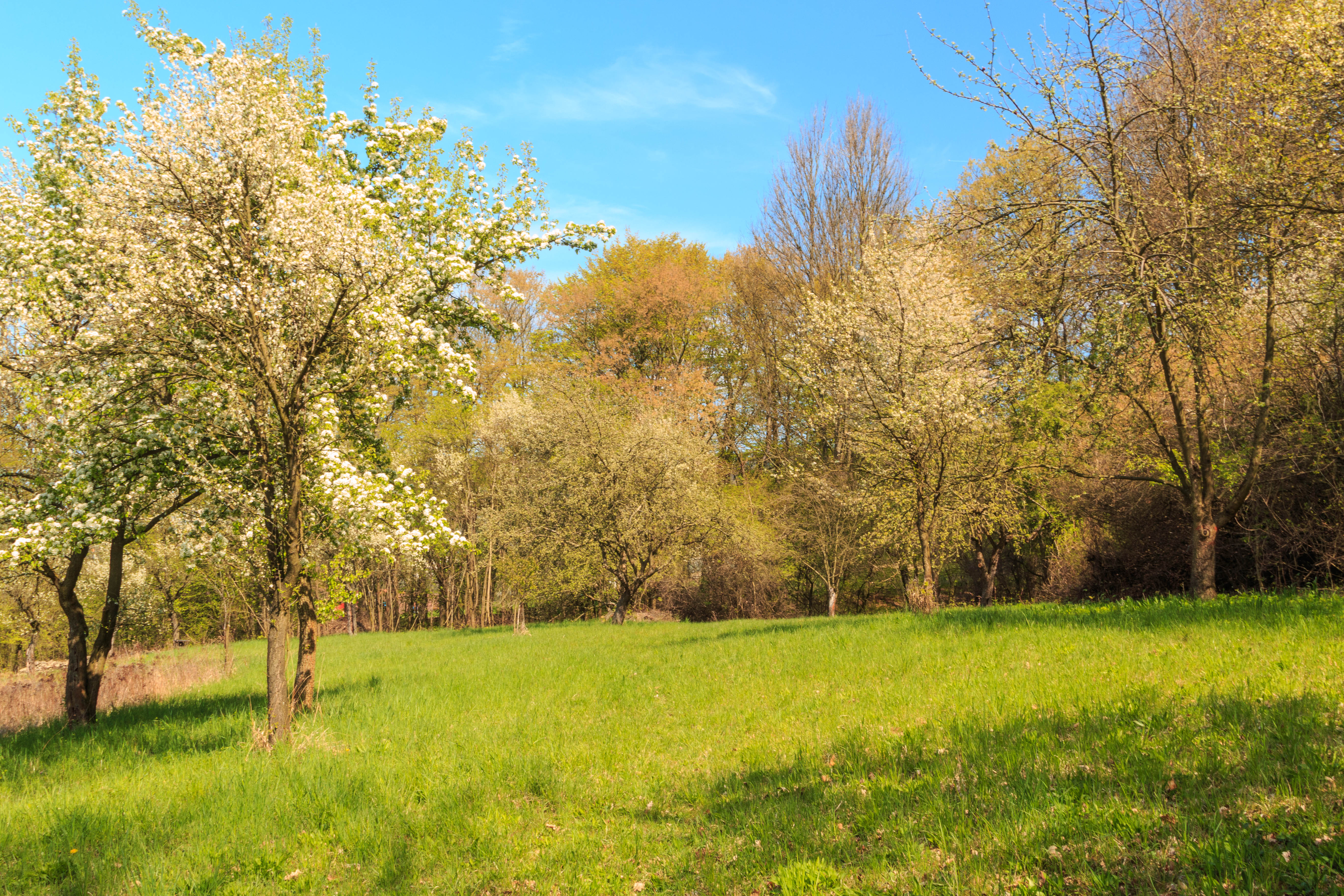
Přírodní památka Na Obůrce